# S. Orgelbranda Encyklopedia Powszechna (1859)

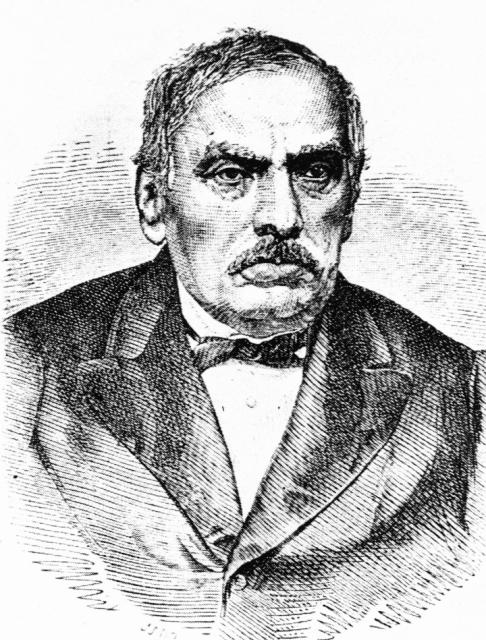
Samuel Orgelbrand wydawca oraz inicjator encyklopedii.

S. Orgelbranda Encyklopedia Powszechna – jedna z pierwszych nowoczesnych polskich encyklopedii. Pierwsza spośród trzech edycji tzw. Encyklopedii Orgelbranda wydanych przez firmę Samuela Orgelbranda. Opublikowana w 28 tomach w latach 1859–1868  .

## Geneza
Encyklopedia ta jest często nazywana pierwszą nowoczesną (nowożytną) polska encyklopedią (powszechną, wielotomową). Do tytułu pierwszej polskiej encyklopedii pretendują też starsze dzieła, np. Inventores rerum Jana Protasowicza z 1608 roku, Encyclopaedia Natvralis Entis Stanisława Stokowskiego z 1637 oraz Nowe Ateny lat 1745–1746 .

## Historia
Encyklopedia początkowo planowana była na 15 tomów jednak w trakcie pracy jej objętość powiększyła się do 28 tomów. Została wydana w Warszawie znajdującej się wówczas na ziemiach polskich zaboru rosyjskiego. Jej treść została ocenzurowana przez carski urząd. Encyklopedia drukowana była w drukarni Orgelbranda w Warszawie w latach 1859–1868. Późniejsze wznowienia pierwszej edycji z lat (1872–1876; 1877–1879; 1883–1884, 1898–1904) miały jeszcze bardziej okrojoną objętościowo formę. W latach 1984–1985 opublikowano reprint pierwotnej wersji .

## Redakcja i autorzy
Pierwsze kontakty z autorami wydawca nawiązał już w 1856 . W czerwcu 1858 z inicjatywy Samuela Orgelbranda w Warszawie zawiązał się komitet redakcyjny do wydania wielkiej „Encyklopedyi powszechnej”, złożony z czterech członków: Kazimierza Władysława Wójcickiego, Leona Rogalskiego, Jana Pankiewicza i Fryderyka Henryka Lewestama .
Początkowo zamierzano powołać na redaktora głównego tej encyklopedii Józefa Ignacego Kraszewskiego, którego uznawano wówczas za najwszechstronniejszego znawcę przeszłości polskiej. Ze względu na to, że pisarz stale mieszkał wówczas na Wołyniu i nie mógłby przewodniczyć pracy wspólnej zrezygnowano jednak z tego pomysłu. Przyjęto go tylko na współredaktora do rzeczy polskich redagowanych w tej encyklopedii przez Franciszka Maksymiliana Sobieszczańskiego. Głównym współpracownikiem w dziale historii polskiej został Julian Bartoszewicz. Sekretarzem redakcji był w pierwszym roku Józef Grajnert, a potem Cezary Biernacki  .
Twórcami zawartości publikacji było wielu przedstawicieli polskiej, dziewiętnastowiecznej inteligencji. W sumie opracowało ją 181 polskich uczonych, którzy na potrzeby wydawnictwa dokonali syntezy ówczesnej wiedzy . Przez czas dziesięcioletni (1858–1868) komitet redakcyjny odbył ogółem przeszło 500 sesji, a stała płaca jego członków wyniosła 19 100 rubli, honoraria za ich własne artykuły wynosiły 22 528 rubli, zaś za pracę innych autorów wyniosły sumę większą. W pierwszym tomie wydanym w 1859 roku opublikowana została lista autorów, którzy napisali hasła do encyklopedii zawierającą m.in. następujące nazwiska :
Adam Adamowicz, Jerzy Alexandrowicz, Władysław Ludwik Anczyc, Michał Baliński, Jan Baranowski, Sadok Barącz, Adam Bartoszewicz, Julian Bartoszewicz, Władysław Bentkowski, Feliks Berdau, Leopold Berkiewicz, Cezary Biernacki, Julian Błeszczyński, Kazimierz Bujnicki, Ignacy Chodźko, Teofil Cichocki, Wojciech Cybulski, Wincenty Dawid, Walenty Dutkiewicz, Ewa Felińska, Zenon Fisz, Henryk Flatau, Antoni Funkenstein, Józef Grajnert, Jan Kanty Gregorowicz, Leopold Hubert, Kazimierz Jarochowski, Jan Jasiński, Ludwik Jenike, Adam Jocher, Karol Jurkiewicz, Karol Kaczkowski, Zygmunt Kaczkowski, Kazimierz Kaszewski, Adam Kirkor, Oskar Kolberg, Ludwik Kondratowicz, Józef Korzeniowski, Józef Kowalewski, Rafał Krajewski, Józef Ignacy Kraszewski, Kajetan Kraszewski, Józef Kremer, Jan Kulesza, Marceli Langowski, Aleksander Lesser, Fryderyk Henryk Lewestam, Karol Lilpop, A. Lipnicki, Hieronim Hilary Łabęcki, Józef Łepkowski, Franciszek Maciejowski, Józef Majer, Antoni Marcinkowski, Józef Mączyński, Adam Mieczyński, Feliks Jan Szczęsny Morawski, Antoni Morzycki, August Mosbach, Ludwik Neugebauer, Leopold Otto, Jan Pankiewicz, Jan Papłoński, Piotr Perkowski, Nikodem Pęczarski, Ludwik Pietrusiński, Szymon Pisulewski, Jan Feliks Piwarski, Aleksander Połujański, Józef Pracki, Adam Prażmowski, Wincenty Prokopowicz, Wincenty Przyałgowski, Stanisław Przystański, Alfons Puchewicz, Ksawery Rakowski, Antoni Rogalewicz, Leon Rogalski, Kazimierz Rogiński, Paweł Rzewuski, Walerian Serwatowski, Hipolit Skimborowicz, Fryderyk Skobel, Franciszek Maksymilian Sobieszczański, Leon Sokołowski, Henryk Suchecki, Wiktor Szokalski, Wacław Sztulc, Michał Szymanowski, Michał Bohusz-Szyszko, Władysław Taczanowski, Franciszek Wężyk, Karol Widman, Kazimierz Władysław Wóycicki, Ludwik Wolski, Antoni Wrotnowski, Wincenty Wrześniowski, Józef Wyszyński, Gustaw Zieliński, Feliks Żochowski .

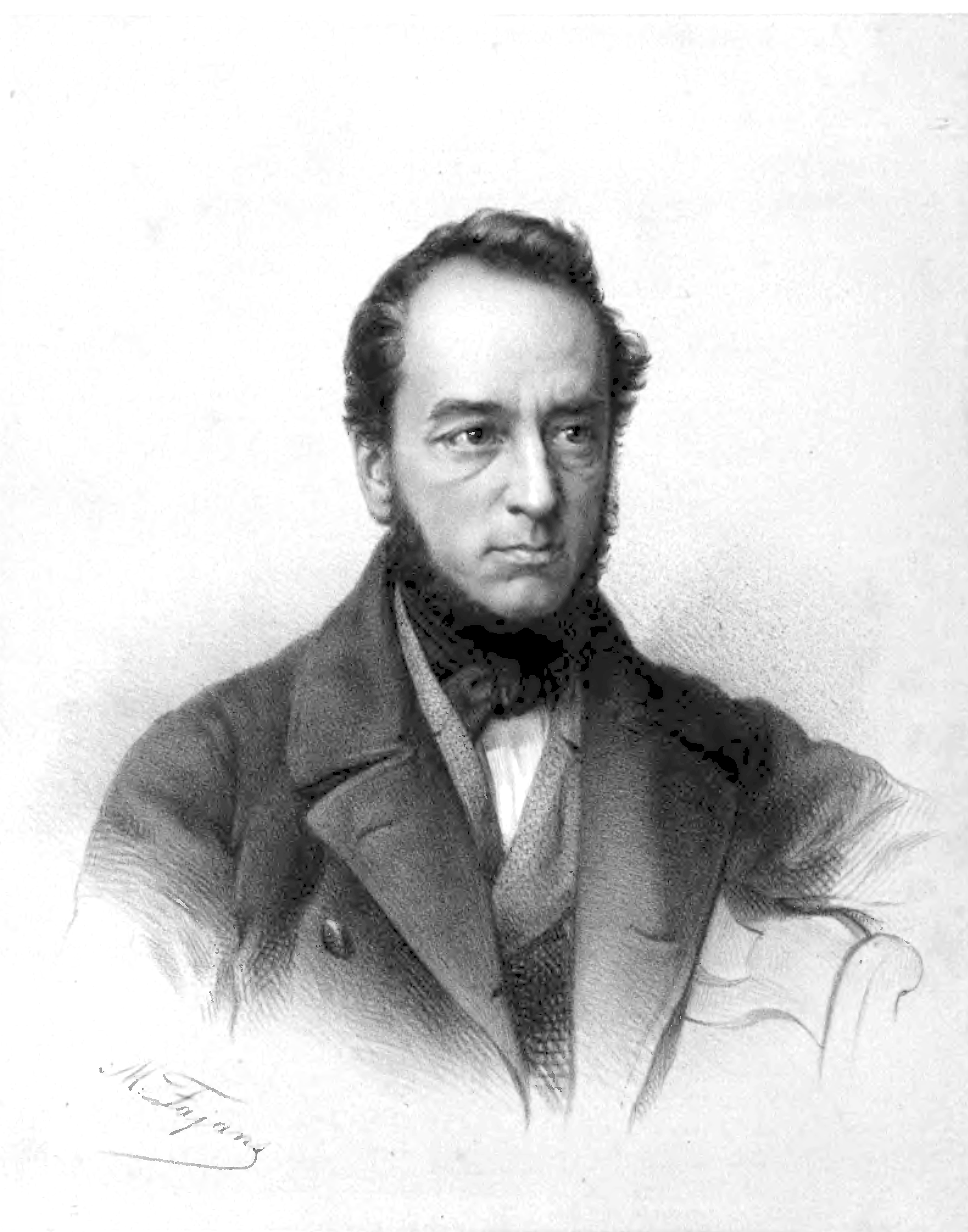
Kazimierz Władysław Wóycicki – redaktor naczelny
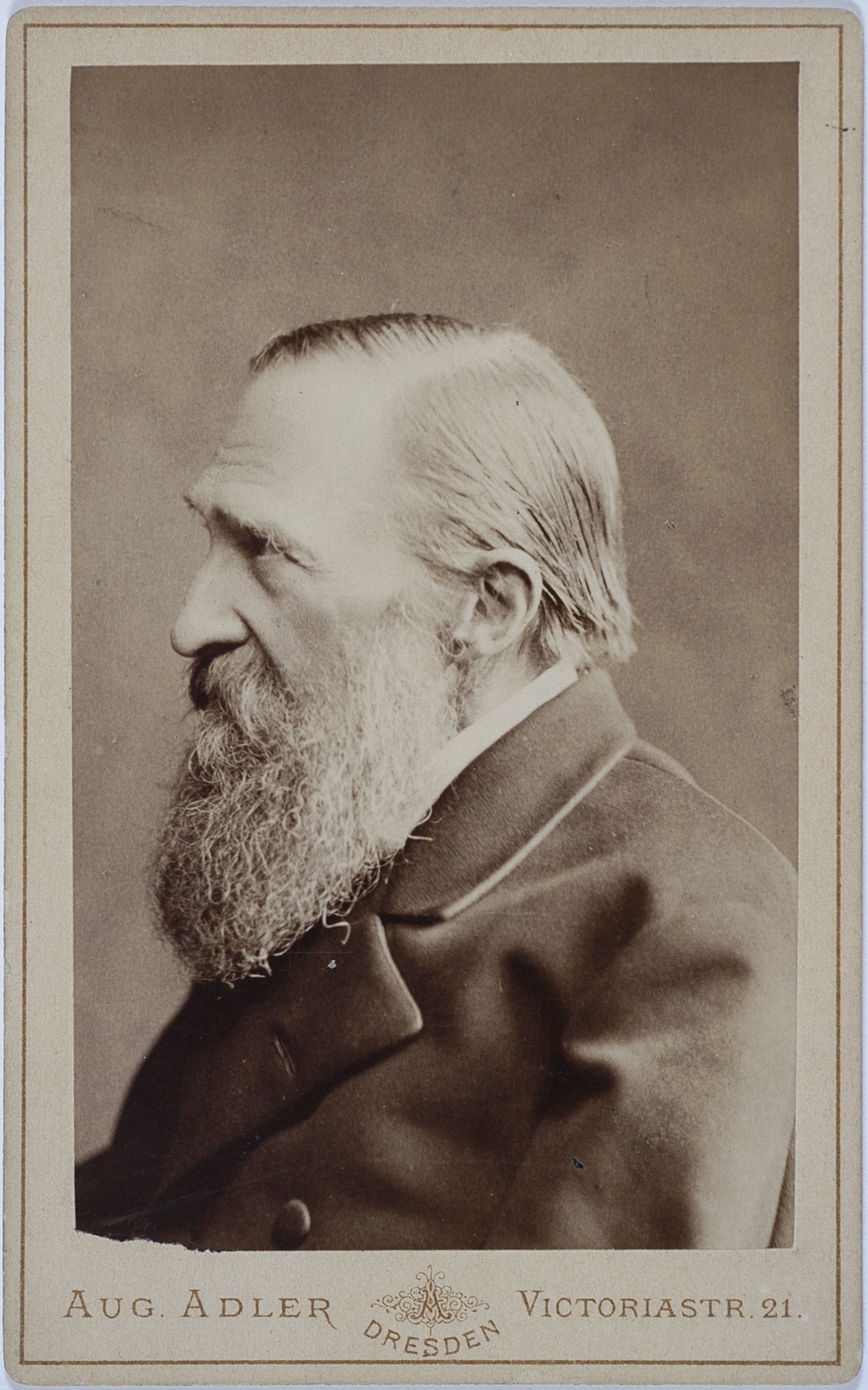
Józef Ignacy Kraszewski – współpracownik encyklopedii
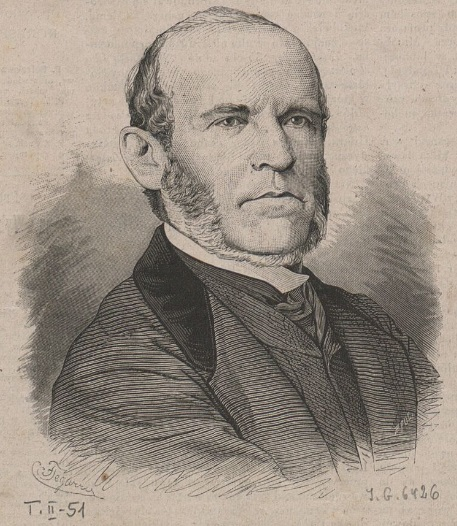
Franciszek Sobieszczański – redaktor rzeczy polskich
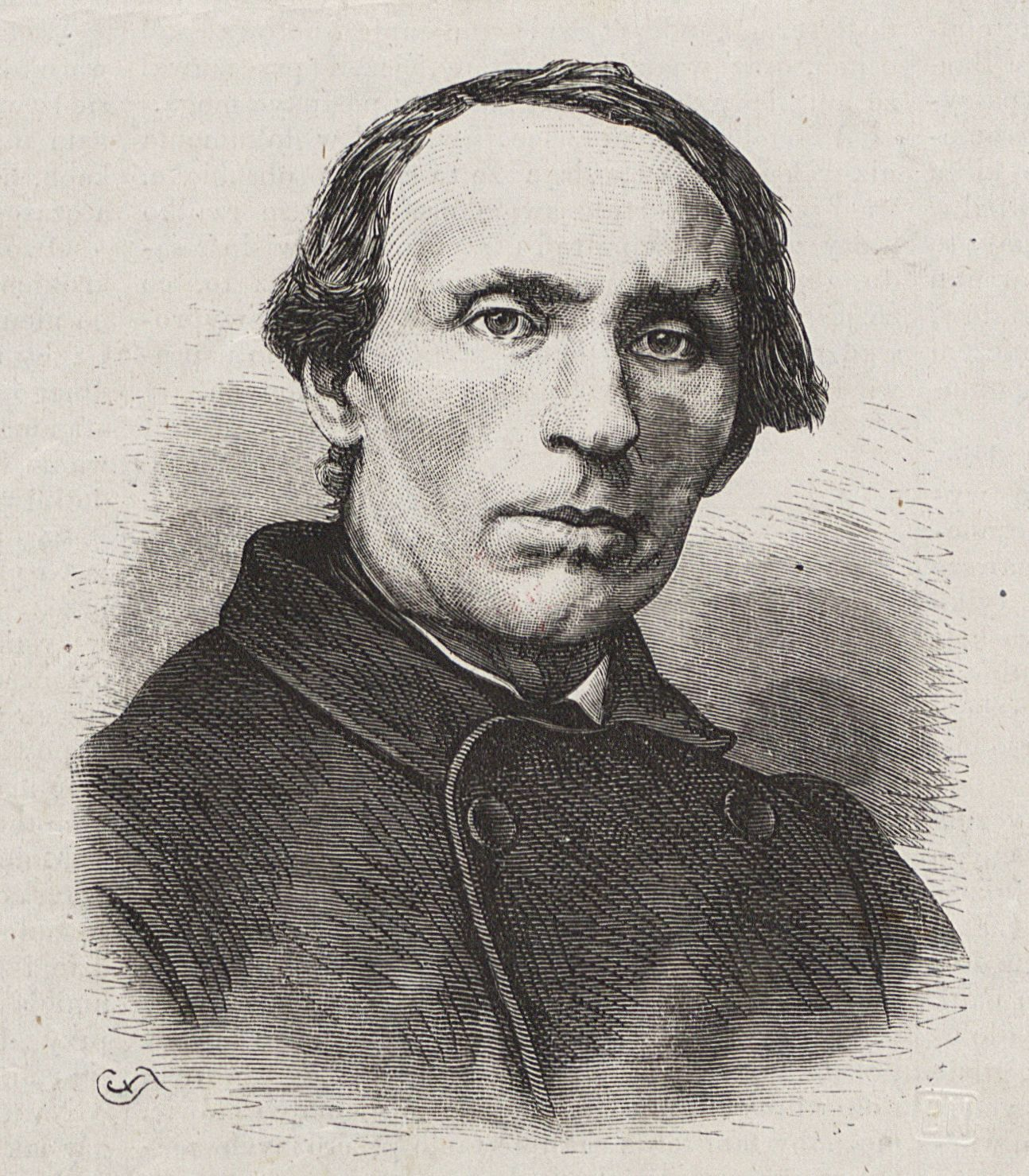
Julian Bartoszewicz – redaktor haseł o polskiej historii

## Opis techniczny, ceny i dystrybucja
Pierwszy zeszyt tego wydawnictwa ukazał się 1 października 1859 r., a ostatni, 28. tom kończący dzieło, w 1868. Początkowo encyklopedia miała 3000 prenumeratorów, ale po powstaniu styczniowym, w 1863 roku, liczba ta spadła poniżej tysiąca i prenumerata nie pokrywała już kosztów wydawnictwa wobec niskiej ceny dzieła. Samuel Orgelbrand mimo tego doprowadził projekt do końca  .

## Zawartość
Encyklopedia liczyła w sumie 28 tomów z których każdy miał około 1000 stron. Wydano kolejno  :

- T.1 (A-Aos, 999 s.), 1859,
- T.2 (Ap-Bąk, 1088 s.), 1860,
- T.3 (B-Bol, 982 s.), 1860,
- T.4 (Bol-Cec, 984 s.), 1860,
- T.5 (C-Cul, 983 s.), 1861,
- T.6 (Cul-Den, 983 s.), 1861,
- T.7 (Den-Eck, 983 s.), 1861,
- T.8 (Eck-Flem, 983 s.), 1861,
- T.9 (Flem-Glin, 984 s.), 1862,
- T.10 (Glin-Guis, 983 s.), 1862,
- T.11 (Gui-Hof, 983 s.), 1863,
- T.12 (Hof-Jan, 983 s.), 1863,
- T.13 (Jan-Kapil, 983 s.), 1863,
- T.14 (Kapil-Kodeń, 983 s.), 1863,
- T.15 (Kodesz-Krasiń, 983 s.), 1864,
- T.16 (Krasiń-Libelt, 983s.), 1864,
- T.17 (Libelt-Marek, 983.), 1864,
- T.18 (Maremmy-Mstów, 983 s.), 1864,
- T.19 (Msta-Optymaci, 983 s.), 1865,
- T.20 (Optymaci-Polk, 983 s.), 1865,
- T.21 (Polk-Realne szkoły i nauki, 983 s.), 1865,
- T.22 (Realne szkoły i nauki-Saski błękit, 983 s.), 1866,
- T.23 (Saski błękit-Starowiercy, 983 s.), 1866,
- T.24 (Starowiercy-Tarnogrodzka konfederacyja, 979 s.), 1867
- T.25 (Tarnogrodzka konfederacyja-Uła, 983 s.), 1867,
- T.26 (Uła-Wikaryusz, 983 s.), 1867,
- T.27 (Wikaryusz-Wybrzeże, 983 s.), 1867,
- T.28 (Wybrzeże-Żyżmory, 1198 s.). 1868.